# Формула-1 — Чемпіонат 2019

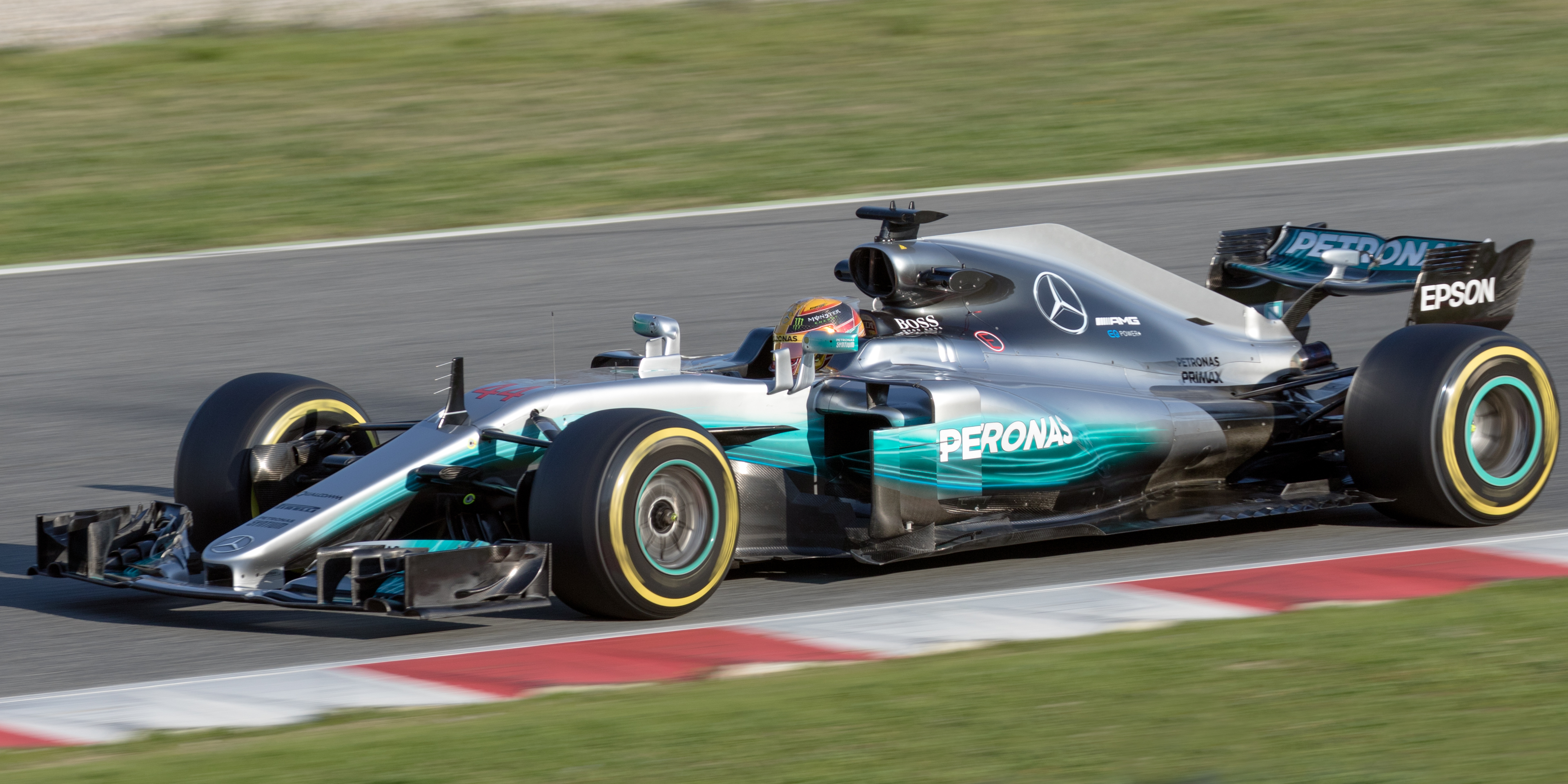
Mercedes чинний володар Кубку конструкторів.

Формула-1 2019 року — 70-й сезон чемпіонату світу з автоперегонів у класі Формула-1, який проводиться під егідою FIA. Сезон 2019 року складається з 21 етапу. Розпочався 17 березня в Австралії та закінчився 1 грудня в ОАЕ. У цьому сезоні гран-прі Китаю став 1000-м Гран-прі в історії Формули-1.

## Команди та пілоти
| Команда                          | Конструктор               | Шасі             | Двигун                 | Шини | №  | Пілот                        |
| -------------------------------- | ------------------------- | ---------------- | ---------------------- | ---- | -- | ---------------------------- |
| Scuderia Ferrari Mission Winnow  | Ferrari                   | SF90             | Ferrari                | P    | 5  | Себастьян Феттель            |
| Scuderia Ferrari Mission Winnow  | Ferrari                   | SF90             | Ferrari                | P    | 16 | Шарль Леклер                 |
| SportPesa Racing Point F1 Team   | Racing Point-Mercedes     | RP19             | Mercedes M10 EQ Power+ | P    | 11 | Серхіо Перес                 |
| SportPesa Racing Point F1 Team   | Racing Point-Mercedes     | RP19             | Mercedes M10 EQ Power+ | P    | 18 | Ленс Стролл                  |
| Rich Energy Haas F1 Team         | Haas-Ferrari              | VF-19            | Ferrari 062            | P    | 8  | Ромен Грожан                 |
| Rich Energy Haas F1 Team         | Haas-Ferrari              | VF-19            | Ferrari 062            | P    | 20 | Кевін Магнуссен              |
| Renault F1 Team                  | Renault                   | R.S.19           | Renault E-Tech 19      | P    | 3  | Данієль Ріккардо             |
| Renault F1 Team                  | Renault                   | R.S.19           | Renault E-Tech 19      | P    | 27 | Ніко Гюлькенберг             |
| McLaren F1 Team                  | McLaren-Renault           | MCL34            | Renault E-Tech 19      | P    | 4  | Ландо Норріс                 |
| McLaren F1 Team                  | McLaren-Renault           | MCL34            | Renault E-Tech 19      | P    | 55 | Карлос Сайнс мол.            |
| Mercedes-AMG Petronas Motorsport | Mercedes                  | F1 W10 EQ Power+ | Mercedes M10 EQ Power+ | P    | 44 | Льюїс Гамільтон              |
| Mercedes-AMG Petronas Motorsport | Mercedes                  | F1 W10 EQ Power+ | Mercedes M10 EQ Power+ | P    | 77 | Вальттері Боттас             |
| Aston Martin Red Bull Racing     | Red Bull Racing           | RB15             | Honda RA619H           | P    | 10 | П'єр Гаслі (з 1 по 12)       |
| Aston Martin Red Bull Racing     | Red Bull Racing           | RB15             | Honda RA619H           | P    | 33 | Макс Ферстаппен              |
| Aston Martin Red Bull Racing     | Red Bull Racing           | RB15             | Honda RA619H           | P    | 23 | Александр Албон (з 12 по 21) |
| Alfa Romeo Racing                | Alfa Romeo Racing-Ferrari | Alfa Romeo C38   | Ferrari 064 1,6 V6     | P    | 7  | Кімі Ряйкконен               |
| Alfa Romeo Racing                | Alfa Romeo Racing-Ferrari | Alfa Romeo C38   | Ferrari 064 1,6 V6     | P    | 99 | Антоніо Джовінацці           |
| Red Bull Toro Rosso Honda        | Toro Rosso-Honda          | STR14            | Honda RA619H           | P    | 23 | Александр Албон (з 1 по 12)  |
| Red Bull Toro Rosso Honda        | Toro Rosso-Honda          | STR14            | Honda RA619H           | P    | 26 | Даніїл Квят                  |
| Red Bull Toro Rosso Honda        | Toro Rosso-Honda          | STR14            | Honda RA619H           | P    | 10 | П'єр Гаслі (з 12 по 21)      |
| ROKiT Williams Racing            | Williams-Mercedes         | FW42             | Mercedes M10 EQ Power+ | P    | 63 | Джордж Рассел                |
| ROKiT Williams Racing            | Williams-Mercedes         | FW42             | Mercedes M10 EQ Power+ | P    | 88 | Роберт Кубіца                |
| Джерела:                         |                           |                  |                        |      |    |                              |

### Зміни в командах
- Red Bull Racing переходить з моторів Renault на Honda.
- Команда Force India, активи якої в серпні 2018 року придбав канадський інвестор Лоуренс Стролл, офіційно перейменована у Racing Point 4 лютого 2019.
- Команда Sauber перейменована у Alfa Romeo Racing.

### Зміни серед пілотів
- Фернандо Алонсо влітку 2018 року заявив, що в сезоні 2019 року не буде виступати у Формулі-1.
- Данієль Ріккардо після п'яти років у складі Red Bull перейшов у команду Renault, де замінив Карлоса Сайнса, який, в свою чергу, став пілотом McLaren.
- Після 8 років відсутності у Формулі-1 в пелотон повернувся Роберт Кубіца в складі команди Williams.
- Кімі Райкконен підписав дворічний контракт з Alfa Romeo (колишній Sauber, де у 2001 році розпочалася його кар'єра), ставши найстаршим пілотом сезону.
- Його напарником став Антоніо Джовінацці, що у 2017 році провів 2 Гран-Прі в складі Sauber. 2019-й став першим повним сезоном в його кар'єрі.
- В Toro Rosso після року відсутності повернувся Даніїл Квят.
- Ленс Стролл замінив Естебана Окона у складі команди Racing Point, власником якої нещодавно став його батько Лоуренс.
- Red Bull "підвищив" П'єра Гаслі з Toro Rosso до головної команди (як виявилось, лише на пів-сезону).
- Шарль Леклер, дебютант сезону-2018 в складі Sauber, підписав контракт з Ferrari.
- Дебютанти сезону: Ландо Норріс (McLaren), Джордж Рассел (Williams), Александр Албон (Toro Rosso, згодом Red Bull).

## Календар сезону
| №        | Гран-прі                  | Траса                                  | Дата         |
| -------- | ------------------------- | -------------------------------------- | ------------ |
| 1        | Гран-прі Австралії        | Альберт-Парк, Мельбурн                 | 17 березня   |
| 3        | Гран-прі Бахрейну         | Міжнародний автодром Бахрейну, Сахір   | 31 березня   |
| 2        | Гран-прі Китаю            | Міжнародний автодром Шанхая, Шанхай    | 14 квітня    |
| 4        | Гран-прі Азербайджану     | Вулична траса Баку, Баку               | 28 квітня    |
| 5        | Гран-прі Іспанії          | Каталунья, Барселона                   | 12 травня    |
| 6        | Гран-прі Монако           | Міська траса Монте-Карло, Монте-Карло  | 26 травня    |
| 7        | Гран-прі Канади           | Автодром імені Жиля Вільнева, Монреаль | 9 червня     |
| 8        | Гран-прі Франції          | Поль Рікар, Ле-Кастелле                | 23 червня    |
| 9        | Гран-прі Австрії          | Ред Бул Ринг, Шпільберг                | 30 червня    |
| 10       | Гран-прі Великої Британії | Автодром Сільверстоун, Сільверстоун    | 14 липня     |
| 11       | Гран-прі Німеччини        | Гоккенгаймринг, Гоккенгайм             | 28 липня     |
| 12       | Гран-прі Угорщини         | Хунгароринг, Будапешт                  | 4 серпня     |
| 13       | Гран-прі Бельгії          | Спа-Франкоршам, Спа                    | 1 вересня    |
| 14       | Гран-прі Італії           | Автодром Монца, Монца                  | 8 вересня    |
| 15       | Гран-прі Сінгапуру        | Міський автодром Марина Бей, Сінгапур  | 22 вересня   |
| 16       | Гран-прі Росії            | Автодром Сочі, Сочі                    | 29 вересня   |
| 17       | Гран-прі Японії           | Судзука, Судзука                       | 13 жовтня    |
| 18       | Гран-прі Мексики          | Автодром імені братів Родрігес, Мехіко | 27 жовтня    |
| 19       | Гран-прі США              | Траса Америк, Остін (Техас)            | 3 листопада  |
| 20       | Гран-прі Бразилії         | Інтерлагос, Сан-Паулу                  | 17 листопада |
| 21       | Гран-прі Абу-Дабі         | Яс-Марина, Абу-Дабі                    | 1 грудня     |
| Джерела: |                           |                                        |              |

### Зміни в календарі
- Гран-прі Мексики та Сполучених Штатів помінялися в календарі місцями.[14][17]

## Зміни правил
В цьому сезоні повертається правило нарахування додаткового очка за найшвидше коло в гонці, але для його отримання необхідно фінішувати в топ-10.

## Технічні зміни
Технічні зміни торкнулись, насамперед, аеродинаміки, що викликано все більш непередбачуваним керуванням при їзді в хвості іншого боліда, що значно ускладнювало обгони. Загалом у вимогах з'явилися такі нововведення:
- збільшено розміри та спрощено конструкцію переднього і заднього антикрил, зріс ефект DRS.
- з'явилися більш вузькі і прості повітрозабірники передніх гальм.
- бокові дефлектори значно зменшено та висунуто вперед.
- ліміт на використання палива збільшено з 105 до 110 кг.
- змінено кольори шин (від жорстких до м'яких - білий, жовтий, червоний).
- з'явилися біометричні рукавички, які передають рятівникам інформацію про стан здоров'я пілота.

## Результати та положення в заліках

### Гран-прі
| №  | Гран-прі                  | Поул-позиція      | Швидке коло       | Переможець        | Конструктор     | Звіт |
| -- | ------------------------- | ----------------- | ----------------- | ----------------- | --------------- | ---- |
| 1  | Гран-прі Австралії        | Льюїс Гамільтон   | Вальттері Боттас  | Вальттері Боттас  | Мерседес        | Звіт |
| 2  | Гран-прі Бахрейну         | Шарль Леклер      | Шарль Леклер      | Льюїс Гамільтон   | Мерседес        | Звіт |
| 3  | Гран-прі Китаю            | Вальттері Боттас  | П'єр Гаслі        | Льюїс Гамільтон   | Мерседес        | Звіт |
| 4  | Гран-прі Азербайджану     | Вальттері Боттас  | Шарль Леклер      | Вальттері Боттас  | Мерседес        | Звіт |
| 5  | Гран-прі Іспанії          | Вальттері Боттас  | Льюїс Гамільтон   | Льюїс Гамільтон   | Мерседес        | Звіт |
| 6  | Гран-прі Монако           | Льюїс Гамільтон   | П'єр Гаслі        | Льюїс Гамільтон   | Мерседес        | Звіт |
| 7  | Гран-прі Канади           | Себастьян Феттель | Вальттері Боттас  | Льюїс Гамільтон   | Мерседес        | Звіт |
| 8  | Гран-прі Франції          | Льюїс Гамільтон   | Себастьян Феттель | Льюїс Гамільтон   | Мерседес        | Звіт |
| 9  | Гран-прі Австрії          | Шарль Леклер      | Макс Ферстаппен   | Макс Ферстаппен   | Red Bull Racing | Звіт |
| 10 | Гран-прі Великої Британії | Вальттері Боттас  | Льюїс Гамільтон   | Льюїс Гамільтон   | Мерседес        | Звіт |
| 11 | Гран-прі Німеччини        | Льюїс Гамільтон   | Макс Ферстаппен   | Макс Ферстаппен   | Red Bull Racing | Звіт |
| 12 | Гран-прі Угорщини         | Макс Ферстаппен   | Макс Ферстаппен   | Льюїс Гамільтон   | Мерседес        | Звіт |
| 13 | Гран-прі Бельгії          | Шарль Леклер      | Себастьян Феттель | Шарль Леклер      | Ferrari         | Звіт |
| 14 | Гран-прі Італії           | Шарль Леклер      | Льюїс Гамільтон   | Шарль Леклер      | Ferrari         | Звіт |
| 15 | Гран-прі Сінгапуру        | Шарль Леклер      | Кевін Магнуссен   | Себастьян Феттель | Ferrari         | Звіт |
| 16 | Гран-прі Росії            | Шарль Леклер      | Льюїс Гамільтон   | Льюїс Гамільтон   | Мерседес        | Звіт |
| 17 | Гран-прі Японії           | Себастьян Феттель | Льюїс Гамільтон   | Вальттері Боттас  | Мерседес        | Звіт |
| 18 | Гран-прі Мексики          | Шарль Леклер      | Шарль Леклер      | Льюїс Гамільтон   | Мерседес        | Звіт |
| 19 | Гран-прі США              | Вальттері Боттас  | Шарль Леклер      | Вальттері Боттас  | Мерседес        | Звіт |
| 20 | Гран-прі Бразилії         | Макс Ферстаппен   | Вальттері Боттас  | Макс Ферстаппен   | Red Bull Racing | Звіт |
| 21 | Гран-прі Абу-Дабі         | Льюїс Гамільтон   | Льюїс Гамільтон   | Льюїс Гамільтон   | Мерседес        | Звіт |

### Пілоти
Очки отримують лише пілоти, які фінішували у першій десятці.
| Позиція | 1-ша | 2-га | 3-тя | 4-та | 5-та | 6-та | 7-ма | 8-ма | 9-та | 10-та |
| Очки    | 25   | 18   | 15   | 12   | 10   | 8    | 6    | 4    | 2    | 1     |

| Поз. | Пілот              | АВС  | БАХ  | КИТ  | АЗЕ  | ІСП  | МОН  | КАН  | ФРА  | АВТ | ВЕЛ  | НІМ  | УГО  | БЕЛ  | ІТА  | СІН  | РОС  | ЯПО  | МЕК  | США  | БРА  | АБУ  | Очки |
| ---- | ------------------ | ---- | ---- | ---- | ---- | ---- | ---- | ---- | ---- | --- | ---- | ---- | ---- | ---- | ---- | ---- | ---- | ---- | ---- | ---- | ---- | ---- | ---- |
| 1    | Льюїс Гамільтон    | 2    | 1    | 1    | 2    | 1    | 1    | 1    | 1    | 5   | 1    | 9    | 1    | 2    | 3    | 4    | 1    | 3    | 1    | 2    | 7    | 1    | 413  |
| 2    | Вальттері Боттас   | 1    | 2    | 2    | 1    | 2    | 3    | 4    | 2    | 3   | 2    | Схід | 8    | 3    | 2    | 5    | 2    | 1    | 3    | 1    | Схід | 4    | 326  |
| 3    | Макс Ферстаппен    | 3    | 4    | 4    | 4    | 3    | 4    | 5    | 4    | 1   | 5    | 1    | 2    | Схід | 8    | 3    | 4    | Схід | 6    | 3    | 1    | 2    | 278  |
| 4    | Шарль Леклер       | 5    | 3    | 5    | 5    | 5    | Схід | 3    | 3    | 2   | 3    | Схід | 4    | 1    | 1    | 2    | 3    | 6    | 4    | 4    | 18°  | 3    | 264  |
| 5    | Себастьян Феттель  | 4    | 5    | 3    | 3    | 4    | 2    | 2    | 5    | 4   | 16   | 2    | 3    | 4    | 13   | 1    | Схід | 2    | 2    | Схід | 17°  | 5    | 240  |
| 6    | Карлос Сайнс мол.  | Схід | 19°  | 14   | 7    | 8    | 6    | 11   | 6    | 8   | 6    | 5    | 5    | Схід | Схід | 12   | 6    | 5    | 13   | 8    | 3    | 10   | 96   |
| 7    | П'єр Гаслі         | 11   | 8    | 6    | Схід | 6    | 5    | 8    | 10   | 7   | 4    | 14°  | 6    | 9    | 11   | 8    | 14   | 7    | 9    | 16   | 2    | 18   | 95   |
| 8    | Александр Албон    | 14   | 9    | 10   | 11   | 11   | 8    | Схід | 15   | 15  | 12   | 6    | 10   | 5    | 6    | 6    | 5    | 4    | 5    | 5    | 14   | 6    | 92   |
| 9    | Данієль Ріккардо   | Схід | 18°  | 7    | Схід | 12   | 9    | 6    | 11   | 12  | 7    | Схід | 14   | 14   | 4    | 14   | Схід | ДСК  | 8    | 6    | 6    | 11   | 54   |
| 10   | Серхіо Перес       | 13   | 10   | 8    | 6    | 15   | 12   | 12   | 12   | 11  | 17   | Схід | 11   | 6    | 7    | Схід | 7    | 8    | 7    | 10   | 9    | 7    | 52   |
| 11   | Ландо Норріс       | 12   | 6    | 18°  | 8    | Схід | 11   | Схід | 9    | 6   | 11   | Схід | 9    | 11°  | 10   | 7    | 8    | 11   | Схід | 7    | 8    | 8    | 49   |
| 12   | Кімі Ряйкконен     | 8    | 7    | 9    | 10   | 14   | 17   | 15   | 7    | 9   | 8    | 12   | 7    | 16   | 15   | Схід | 13   | 12   | Схід | 11   | 4    | 13   | 43   |
| 13   | Даніїл Квят        | 10   | 12   | Схід | Схід | 9    | 7    | 10   | 14   | 17  | 9    | 3    | 15   | 7    | Схід | 15   | 12   | 10   | 11   | 12   | 10   | 9    | 37   |
| 14   | Ніко Гюлькенберг   | 7    | 17°  | Схід | 14   | 13   | 13   | 7    | 8    | 13  | 10   | Схід | 12   | 8    | 5    | 9    | 10   | ДСК  | 10   | 9    | 15   | 12   | 37   |
| 15   | Ленс Стролл        | 9    | 14   | 12   | 9    | Схід | 16   | 9    | 13   | 14  | 13   | 4    | 17   | 10   | 12   | 13   | 11   | 9    | 12   | 13   | 19°  | Схід | 21   |
| 16   | Кевін Магнуссен    | 6    | 13   | 13   | 13   | 7    | 14   | 17   | 17   | 19  | Схід | 8    | 13   | 12   | Схід | 17   | 9    | 15   | 15   | 18   | 11   | 14   | 20   |
| 17   | Антоніо Джовінацці | 15   | 11   | 15   | 12   | 16   | 19   | 13   | 16   | 10  | Схід | 13   | 18   | 18°  | 9    | 10   | 15   | 14   | 14   | 14   | 5    | 16   | 14   |
| 18   | Ромен Грожан       | Схід | Схід | 11   | Схід | 10   | 10   | 14   | Схід | 16  | Схід | 7    | Схід | 13   | 16   | 11   | Схід | 13   | 17   | 15   | 13   | 15   | 8    |
| 19   | Роберт Кубіца      | 17   | 16   | 17   | 16   | 18   | 18   | 18   | 18   | 20  | 15   | 10   | 19   | 17   | 17   | 16   | Схід | 17   | 18   | Схід | 16   | 19   | 1    |
| 20   | Джордж Рассел      | 16   | 15   | 16   | 15   | 17   | 15   | 16   | 19   | 18  | 14   | 11   | 16   | 15   | 14   | Схід | Схід | 16   | 16   | 17   | 12   | 17   | 0    |
| Поз. | Пілот              | АВС  | БАХ  | КИТ  | АЗЕ  | ІСП  | МОН  | КАН  | ФРА  | АВТ | ВЕЛ  | НІМ  | УГО  | БЕЛ  | ІТА  | СІН  | РОС  | ЯПО  | МЕК  | США  | БРА  | АБУ  | Очки |

| Приклад      | Опис                                                              |
| ------------ | ----------------------------------------------------------------- |
| 1            | Переможець                                                        |
| 2            | Друге місце                                                       |
| 3            | Третє місце                                                       |
| 5            | Фінішував у очковій зоні                                          |
| 12           | Фінішував поза очковою зоною                                      |
| НКЛ          | Фінішував, але не класифікований                                  |
| Схід         | Не фінішував і не класифікований                                  |
| НКВ          | Не кваліфікований                                                 |
| НПКВ         | Не передкваліфікований                                            |
| ДСК          | Дискваліфікований                                                 |
| ТТР          | Брав участь тільки в тренуваннях                                  |
| тест         | Тестер по п'ятницях (з 2003 року)                                 |
| НС           | Брав участь у Гран-прі як бойовий пілот, але не стартував у гонці |
| Т            | Травмований чи хворий                                             |
| Викл         | Виключений із протоколу                                           |
| Від          | Відмова від участі                                                |
| НТР          | Не брав участі в тренуваннях                                      |
| НПР          | Не прибув на Гран-прі                                             |
| С            | Гонка скасована                                                   |
|              | Не брав участі                                                    |
| Жирний шрифт | Поул-позиція                                                      |
| Курсив       | Швидке коло                                                       |

Примітки:
- ° — Пілоти, що не фінішували на гран-прі, але були класифіковані, оскільки подолали понад 90 % дистанції.

### Конструктори
| Поз. | Конструктор     | №  | АВС  | БАХ  | КИТ  | АЗЕ  | ІСП  | МОН  | КАН  | ФРА  | АВТ | ВЕЛ  | НІМ  | УГО  | БЕЛ  | ІТА  | СІН  | РОС  | ЯПО  | МЕК  | США  | БРА  | АБУ  | Очки |
| ---- | --------------- | -- | ---- | ---- | ---- | ---- | ---- | ---- | ---- | ---- | --- | ---- | ---- | ---- | ---- | ---- | ---- | ---- | ---- | ---- | ---- | ---- | ---- | ---- |
| 1    | Mercedes        | 44 | 2    | 1    | 1    | 2    | 1    | 1    | 1    | 1    | 5   | 1    | 9    | 1    | 2    | 3    | 4    | 1    | 3    | 1    | 2    | 7    | 1    | 739  |
| 1    | Mercedes        | 77 | 1    | 2    | 2    | 1    | 2    | 3    | 4    | 2    | 3   | 2    | Схід | 8    | 3    | 2    | 5    | 2    | 1    | 3    | 1    | Схід | 4    | 739  |
| 2    | Ferrari         | 5  | 4    | 5    | 3    | 3    | 4    | 2    | 2    | 5    | 4   | 16   | 2    | 3    | 4    | 13   | 1    | Схід | 2    | 2    | Схід | 17°  | 5    | 504  |
| 2    | Ferrari         | 16 | 5    | 3    | 5    | 5    | 5    | Схід | 3    | 3    | 2   | 3    | Схід | 4    | 1    | 1    | 2    | 3    | 6    | 4    | 4    | 18°  | 3    | 504  |
| 3    | Red Bull Racing | 10 | 11   | 8    | 6    | Схід | 6    | 5    | 8    | 10   | 7   | 4    | 14°  | 6    |      |      |      |      |      |      |      |      |      | 417  |
| 3    | Red Bull Racing | 23 |      |      |      |      |      |      |      |      |     |      |      |      | 5    | 6    | 6    | 5    | 4    | 5    | 5    | 14   | 6    | 417  |
| 3    | Red Bull Racing | 33 | 3    | 4    | 4    | 4    | 3    | 4    | 5    | 4    | 1   | 5    | 1    | 2    | Схід | 8    | 3    | 4    | Схід | 6    | 3    | 1    | 2    | 417  |
| 4    | McLaren         | 4  | 12   | 6    | 18°  | 8    | Схід | 11   | Схід | 9    | 6   | 11   | Схід | 9    | 11°  | 10   | 7    | 8    | 11   | Схід | 7    | 8    | 8    | 145  |
| 4    | McLaren         | 55 | Схід | 19°  | 14   | 7    | 8    | 6    | 11   | 6    | 8   | 6    | 5    | 5    | Схід | Схід | 12   | 6    | 5    | 13   | 8    | 3    | 10   | 145  |
| 5    | Renault         | 3  | Схід | 18°  | 7    | Схід | 12   | 9    | 6    | 11   | 12  | 7    | Схід | 14   | 14   | 4    | 14   | Схід | ДСК  | 8    | 6    | 6    | 11   | 91   |
| 5    | Renault         | 27 | 7    | 17°  | Схід | 14   | 13   | 13   | 7    | 8    | 13  | 10   | Схід | 12   | 8    | 5    | 9    | 10   | ДСК  | 10   | 9    | 15   | 12   | 91   |
| 6    | Toro Rosso      | 23 | 14   | 9    | 10   | 11   | 11   | 8    | Схід | 15   | 15  | 12   | 6    | 10   |      |      |      |      |      |      |      |      |      | 85   |
| 6    | Toro Rosso      | 10 |      |      |      |      |      |      |      |      |     |      |      |      | 9    | 11   | 8    | 14   | 7    | 9    | 16   | 2    | 18   | 85   |
| 6    | Toro Rosso      | 26 | 10   | 12   | Схід | Схід | 9    | 7    | 10   | 14   | 17  | 9    | 3    | 15   | 7    | Схід | 15   | 12   | 10   | 11   | 12   | 10   | 9    | 85   |
| 7    | Racing Point    | 11 | 13   | 10   | 8    | 6    | 15   | 12   | 12   | 12   | 11  | 17   | Схід | 11   | 6    | 7    | Схід | 7    | 8    | 7    | 10   | 9    | 7    | 73   |
| 7    | Racing Point    | 18 | 9    | 14   | 12   | 9    | Схід | 16   | 9    | 13   | 14  | 13   | 4    | 17   | 10   | 12   | 13   | 11   | 9    | 12   | 13   | 19°  | Схід | 73   |
| 8    | Alfa Romeo      | 7  | 8    | 7    | 9    | 10   | 14   | 17   | 15   | 7    | 9   | 8    | 12   | 7    | 16   | 15   | Схід | 13   | 12   | Схід | 11   | 4    | 13   | 57   |
| 8    | Alfa Romeo      | 99 | 15   | 11   | 15   | 12   | 16   | 19   | 13   | 16   | 10  | Схід | 13   | 18   | 18°  | 9    | 10   | 15   | 14   | 14   | 14   | 5    | 16   | 57   |
| 9    | Haas            | 8  | Схід | Схід | 11   | Схід | 10   | 10   | 14   | Схід | 16  | Схід | 7    | Схід | 13   | Схід | 11   | Схід | 13   | 17   | 15   | 13   | 13   | 28   |
| 9    | Haas            | 20 | 6    | 13   | 13   | 13   | 7    | 14   | 17   | 17   | 19  | Схід | 8    | 13   | 12   | 16   | 17   | 9    | 15   | 15   | 18   | 11   | 14   | 28   |
| 10   | Williams        | 63 | 16   | 15   | 16   | 15   | 17   | 15   | 16   | 19   | 18  | 14   | 11   | 16   | 15   | 14   | Схід | Схід | 16   | 16   | 17   | 12   | 17   | 1    |
| 10   | Williams        | 88 | 17   | 16   | 17   | 16   | 18   | 18   | 18   | 18   | 20  | 15   | 10   | 19   | 17   | 17   | 16   | Схід | 17   | 18   | Схід | 16   | 19   | 1    |
| Поз. | Конструктор     | №  | АВС  | БАХ  | КИТ  | АЗЕ  | ІСП  | МОН  | КАН  | ФРА  | АВТ | ВЕЛ  | НІМ  | УГО  | БЕЛ  | ІТА  | СІН  | РОС  | ЯПО  | МЕК  | США  | БРА  | АБУ  | Очки |

| Приклад      | Опис                                                              |
| ------------ | ----------------------------------------------------------------- |
| 1            | Переможець                                                        |
| 2            | Друге місце                                                       |
| 3            | Третє місце                                                       |
| 5            | Фінішував у очковій зоні                                          |
| 12           | Фінішував поза очковою зоною                                      |
| НКЛ          | Фінішував, але не класифікований                                  |
| Схід         | Не фінішував і не класифікований                                  |
| НКВ          | Не кваліфікований                                                 |
| НПКВ         | Не передкваліфікований                                            |
| ДСК          | Дискваліфікований                                                 |
| ТТР          | Брав участь тільки в тренуваннях                                  |
| тест         | Тестер по п'ятницях (з 2003 року)                                 |
| НС           | Брав участь у Гран-прі як бойовий пілот, але не стартував у гонці |
| Т            | Травмований чи хворий                                             |
| Викл         | Виключений із протоколу                                           |
| Від          | Відмова від участі                                                |
| НТР          | Не брав участі в тренуваннях                                      |
| НПР          | Не прибув на Гран-прі                                             |
| С            | Гонка скасована                                                   |
|              | Не брав участі                                                    |
| Жирний шрифт | Поул-позиція                                                      |
| Курсив       | Швидке коло                                                       |

Примітки:
- ° — Пілоти, що не фінішували на гран-прі, але були класифіковані, оскільки подолали понад 90 % дистанції.